# Saint-Priest-d’Andelot
Saint-Priest-d’Andelot ist ein zentralfranzösischer Ort und eine Gemeinde (commune) mit 146 Einwohnern (Stand: 1. Januar 2022) im Département Allier im Norden der Region Auvergne-Rhône-Alpes. Sie gehört zum Arrondissement Vichy und zum Kanton Gannat.

## Lage
Saint-Priest-d’Andelot liegt in der Landschaft des Bourbonnais etwa 25 Kilometer westsüdwestlich von Vichy. Umgeben wird Saint-Priest-d’Andelot von den Nachbargemeinden Gannat im Norden und Osten, Saint-Genès-du-Retz im Südosten, Vensat im Süden sowie Champs im Westen und Südwesten.

## Bevölkerungsentwicklung
| Jahr                       | 1962 | 1968 | 1975 | 1982 | 1990 | 1999 | 2006 | 2011 | 2016 | 2019 |
| Einwohner                  | 184  | 187  | 168  | 143  | 134  | 121  | 132  | 143  | 144  | 143  |
| Quellen: Cassini und INSEE |      |      |      |      |      |      |      |      |      |      |

## Sehenswürdigkeiten

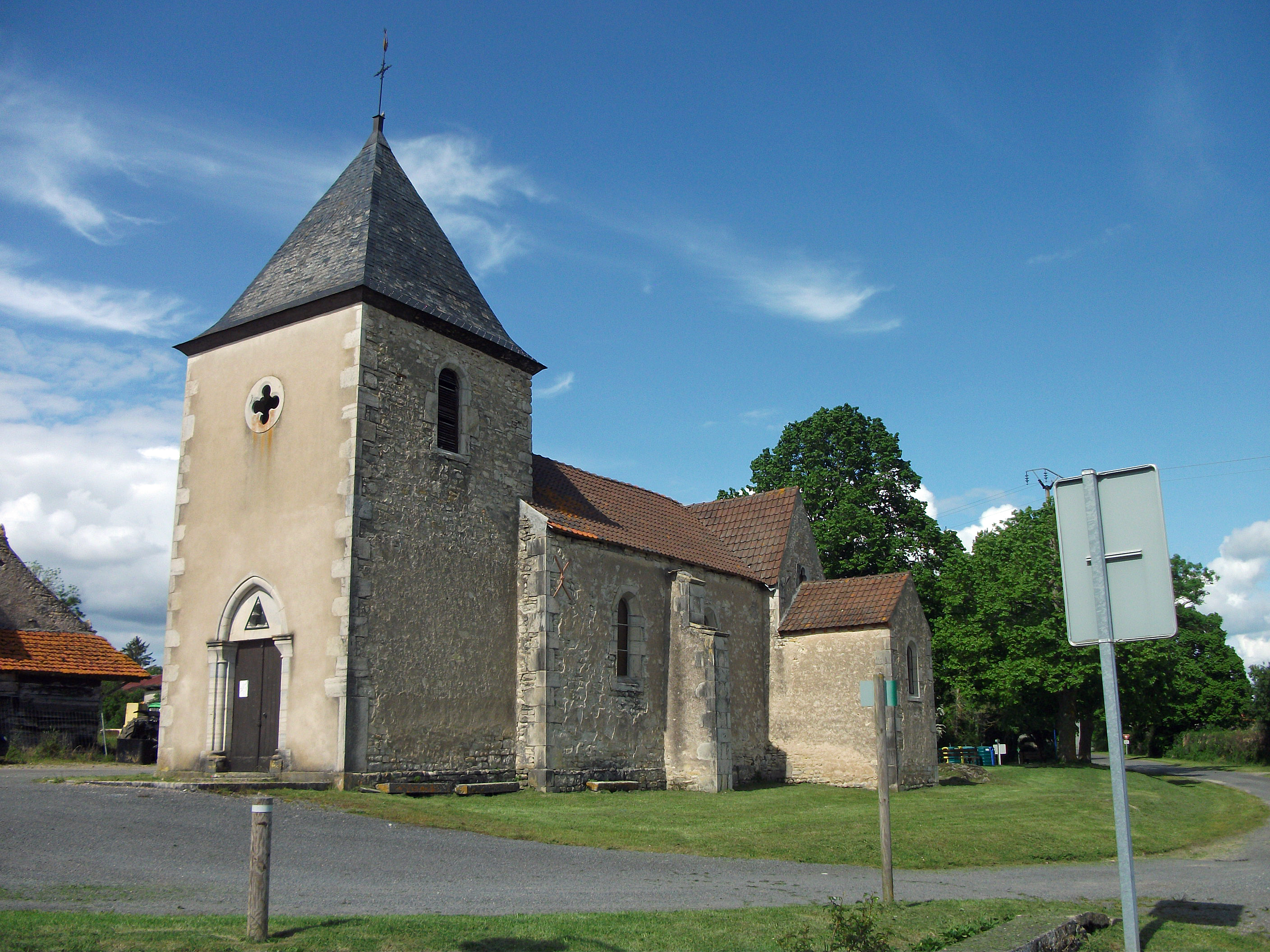
Kirche Saint-Priest

- Kirche Saint-Priest